# Borsos Árpád István
Borsos Árpád István (Sopron, 1944. szeptember 3. –) tanár, Kiváló Doktor-díjas geográfus, az MTA köztestületi tagja, társadalomkutató. Írói álneve B. Léránt Árpád.

## Tanulmányok
Sopronbánfalván nevelkedett, ott járt általános iskolába is. A soproni Széchenyi István Gimnáziumban érettségizett 1962-ben. 1967-ben Debrecenben a Kossuth Lajos Tudományegyetem Bölcsészettudományi Karán szerzett magyar-orosz szakos középiskolai tanári, 1991-ben a Színház- és Filmművészeti Főiskolán mozgóképelméleti, 2000-ben a Budapesti Közgazdaságtudományi Egyetemen szakközgazdász oklevelet.
A Pécsi Tudományegyetem Természettudományi Kar Földtudományok Doktoriskolában 2009-ben „summa cum laude” minősítéssel védte meg disszertációját, szerzett PhD fokozatot.

## Életpálya
1967-1971-ig Abaújszántón az Általános Iskola és Gimnázium tanára, igazgatóhelyettese.
1971-től a szikszói Szepsi Csombor Márton Gimnázium igazgatója. Igazgatósága alatt a megszüntetés lehetőségével veszélyeztetett iskola helyzete stabilizálódott. A megye egyik legmodernebb iskolai könyvtárát avatták, majd szakosított tantervű osztály indítottak. E funkciójában bábáskodik a megyeivé, majd országossá váló, később a határon túlra is kiterjedő „Édes Anyanyelvünk” verseny kibontakoztatásában.
1975-től a Borsod-Abaúj-Zemplén Megyei Tanács VB Művelődésügyi Osztályának főelőadója (gimnáziumi felügyelő), 1978-tól az osztály vezetője. 1983-1989 között elsősorban a Napjaink folyóirat köré csoportosuló alkotóknak megjelenést biztosító könyvsorozat szerkesztőbizottságának elnöke, felelős kiadója. 1986-ban a Magyar Comenius Társaság alapító tagja, 1992-ig a számvizsgáló bizottságé is, a Comenius Emlékérem tulajdonosa.
1989-től a Művelődésügyi Minisztérium Filmfőigazgatóságának, illetve jogutódainak osztályvezető-helyettese, osztályvezetője, főtanácsosa.
1996-tól a Belügyminisztérium Önkormányzati Gazdasági főosztályán főtanácsos.
1998-2001 között az Országos Rádió és Televízió Testület főosztályvezető-helyettese.
2001-től szellemi szabadfoglalkozású, óraadó közép- és felsőoktatásban, tudományos kutató, szakértő.

## Tudományos tevékenység
1967: a VIII. országos Tudományos Diákköri Konferencián pályadíj (II.)
1972-1973: az MTA Nyelvtudományi Intézetének ösztöndíjas külsős kutatója. Témája a sajtó nyelvében elterjedt idegen szavak vizsgálata (vö. Grétsy L.: Mai magyar nyelvünk. Akadémiai Kiadó, Budapest, 1976.).
1990-től a tudományos és a szakmai élet különböző intézményeihez (MTA Szociológiai Intézet, KLTE, OPAKFI, HSC) kötődő, elsősorban mozgóképszakmai kutatások résztvevője (vö. http://mta.hu/hatteranyagok/magyar-tudomanyos-muvek-tara).
2002-től a PTE TTK Földtudományok Doktoriskolához kötődően, később szellemi szabadfoglalkozásúként kulturális-, innováció- és településföldrajzi kutatásokat folytat. Közel félszáz tanulmány és két önálló tanulmánykötet jelzi e tevékenységet. A magyar geográfiában elsőként foglalkozik egy új tudományterület, a filmföldrajz tudomány-rendszertani helyének meghatározásával, kutatási területének bemutatásával és lehetséges módszereinek felvillantásával.

## Legfontosabb munkák

### Önálló kötetek
- A mozi mint innováció magyarországi elterjedése, a hálózat alakulásának földrajzi jellemzői napjainkig. PTE TTK Földtudományok Doktori Iskola – Publikon Kiadó, Pécs, 2009. 158 p.
- Filmföldrajz. Tanulmányok egy új diszciplína tárgyköréből. (Geography of film. Papers from field of a new discipline). Geographia Pannonica Nova 12. PTE TTK Földrajzi Intézet – Publikon Kiadó, Pécs, 2011. 185 p.
- Az utolsó pillanatban. Adalékok a M. Kir. „Rákóczi Ferenc” Gyalogsági Hadapródiskola történetéhez. – Aposztróf Kiadó, Budapest, 2016. 255 p.
- Az utolsó pillanat után. További adalékok a M. Kir. „Rákóczi Ferenc” Gyalogsági Hadapródiskola történetéhez. – Biró Family Nyomda és Kiadó, Budapest, 2021. 229 p.

Legfontosabb közlemények
- A moziüzemeltetés racionalizálásának lehetőségei. Borsodi Szemle. 1989/4. szám pp. 68-75.
- A helyi televíziózás fejlődése Magyarországon. Közlemények a Pécsi Tudományegyetem Földrajzi Tanszékeiről 35. Pécs, 2003. 24 p.
- A magyar mozihálózatról tértudományi megközelítésben Tér és Társadalom 2004/3. szám, pp.77-89.
- A helyi rádiózás fejlődése Magyarországon. In: Babák K. – Tóth J. (szerk.): Földrajzi tanulmányok a Pécsi Doktoriskolából. PTE TTK FI, Pécs, 2004. pp. 273-283.
- Megyei jogú városaink kulturális vonzereje. Területi Statisztika 2007/3. szám, pp. 252-266.
- Egy innováció terjedésének jellegzetességei Magyarországon az e-cinema példáján. In: Görcs N. T. – Pirisi G.(szerk.): Tér – Tálentum – Tanítványok II. Publikon Kiadó, Pécs, 2010. pp. 9-20.
- Filmföldrajz, az új tudományterület? – Földrajzi Közlemények 2010. 134. sz. 4. pp. 419-430.
- A magyar játékfilmek külföldi megjelenésének térstruktúrája. Modern Geográfia, 2011. 2. szám. http://www.moderngeografia.eu/wp-content/uploads/2012/02/borsos_arpad_2011_2.pdf
- Az OTK hatása az alapfokú oktatási intézményhálózatra Borsod-Abaúj-Zemplén megye alsó fokú központjaiban. In: Csapó T.–Kocsis Zs. (szerk.): Az 1971. évi OTK és hatása a hazai településrendszerre (szuburbanizáció, aprófalvak, településszerkezet). Savaria University Press, Szombathely, 2011. pp. 129-141.
- Adalékok Balatonlelle történeti településföldrajzához. Történeti Földrajzi Közlemények. 2013. 1. évf. 1-2. szám. pp 70-89.
- Adalékok Balatonboglár településföldrajzához. Településföldrajzi Tanulmányok, 2014. 2. szám, pp. 13-23.
- A közigazgatási területszervezések hatása a települések térkapcsolatára Borsod-Abaúj-Zemplén megyében. In: Tésits R. – Alpek B. L.: A mi geográfiánk. Tóth József emlékezete. Geographia Pannonica Nova 18. PTE TTK Földrajzi Intézet – Publikon Kiadó, Pécs, 2015. pp. 199-210.
- Az állam- és közigazgatási területszervezések hatása a települések térkapcsolatára Somogy megyében. Településföldrajzi tanulmányok. 2018/2. pp. 31-45.
- Magyarok a világ filmgyártásában. Honismeret, 2020/1. pp. 52-57.

### Írói tevékenység
Egy-egy publicisztikai írása az 1980-as évektől jelent meg napilapokban, magazinokban. 2011-2014 között a Magyar Jövőben rendszeresen adta közre írásait polgári nevén.
B. Léránt Árpád írói néven itt jelenik először verssel. Ettől kezdve szépirodalmi munkáit így jegyzi.
2015-től a Föveny című folyóiratban, 2016-tól az Ezredvégben publikál rendszeresen. Önálló kötetei mellett több antológiában olvashatók versei, elbeszélései.

### Önálló kötetei
- B. Léránt Árpád: Kisvárosi boszorkányüldözés (regény). Hungarovox, Budapest, 2015. 150 p.
- B. Léránt Árpád: Asszonysorsok (elbeszélések). – Ezredvég Alapítvány, Budapest, 2017. 71 p.
- B. Léránt Árpád: Az örökség (elbeszélések). – Aposztróf Kiadó, Budapest, 2017. 167 p.
- B. Léránt Árpád: Vallomás (versek) CD 2018.

### Antológiák
- SzóKincs (2014, Aposztróf Kiadó)
- SzóKincs (2015, Aposztróf Kiadó)
- Dimenziók 6 (2015, Aposztróf Kiadó)
- Pengeélen (2015, Nagy Lajos Kiadó)
- Kedvesebb hazát (2016), Nagy Lajos Kiadó)
- Lebegés (2016, Aposztróf Kiadó)
- Alföldi paletta (2016, Raszter Kiadó)
- Hogy hazataláljunk (2016, Nagy Lajos Kiadó)
- Alföldi Paletta (2017, Raszter Kiadó)
- Szárnybontogatók (2017, Raszter Kiadó)
- Kláris Antológia '18. (2018, Uránusz Kiadó)
- Újrahasznosított haza (2018, Nagy Lajos Kiadó)
- Ébredés (2018, Aposztróf Kiadó)
- Aranyhíd Antológia 2018 (2018, Adrianus Kiadó)
- Újrahasznosított Haza (2018, Nagy Lajos Kiadó)
- A Kultúra Lovagrendje Antológia 2019 (2019, Adrianus Kiadó)
- Szárnypróbálgatók 2020 (2020, Raszter Kiadó)

## Családja
Nős (Jármai Mária 1965–1989, Lepedus Katalin 1990–)
Gyermekei: Borsos Éva (1968), Borsos Mária (1971)